# Foca (jornalismo)

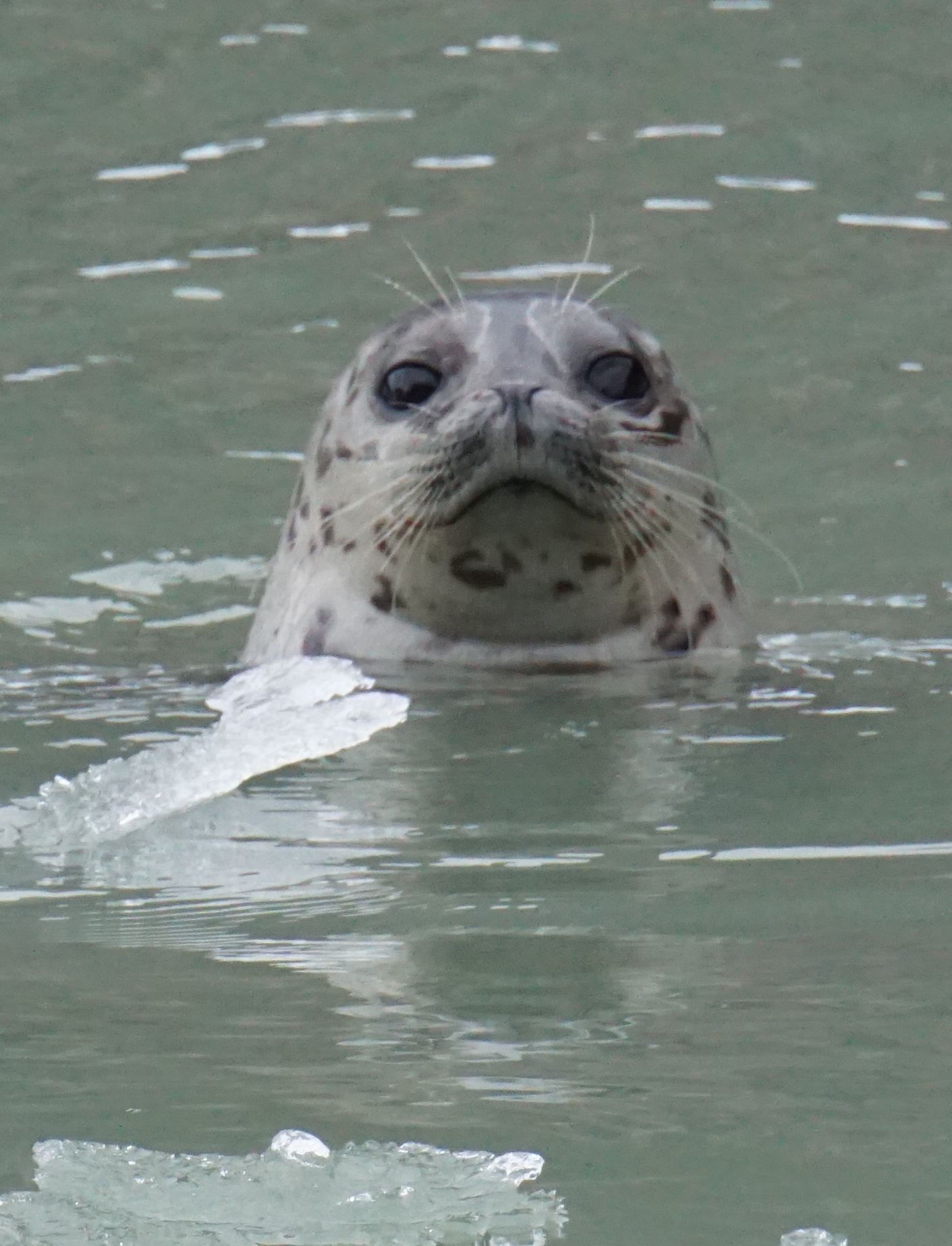
Uma foca nadando. O termo "foca" é atribuído a jornalistas iniciantes na área.

No Brasil, foca é o apelido dado a todo jornalista recém-formado em início de carreira e ainda inexperiente.
A origem do termo ainda é desconhecida e muito discutida. Algumas hipóteses apontam que o significado se dá devido comportamento típico dos jornalistas iniciantes, que se sentem perdidos e incertos, assim como o animal do ártico. Outra teoria é de que a palavra "foca" é derivada da palavra latina fócula, utilizada para definir pessoas "ignorantes próximas do poder e subservientes ao extremo".
Segundo relato do jornalista Valdir Sanches, o nome vem dos tempos em que os fotógrafos utilizavam flash a magnésio:

"Outro bicho, este marcante no jargão do jornalismo, é a foca. Na verdade, "o" foca. Jornalista novo, inexperiente. Um foca. Consta que o apelido vem dos remotos tempos do flash a magnésio. Os fotógrafos dos jornais preparavam suas máquinas: focavam e deixavam o obturador (uma pequena "janela") aberto. Quando todos estavam prontos, alguém riscava um fósforo numa placa de magnésio e ela "explodia" num clarão. Essa luz passava pelo obturador aberto e gravava a chapa, o avô do filme. Ocorre que alguns fotógrafos, inexperientes, demoravam para preparar a máquina — e atrasavam os outros. "Péra aí, estou focando." E os outros: "Foca logo, caramba". E mais tarde… "Ih, lá vem o foca"."